# Dustin Belt
Dustin Earl Belt (Wichita, Kansas, 3 de diciembre de 1987) es un actor, rapero y cantante estadounidense.  Es conocido artísticamente por protagonizar varios cortometrajes, entre los cuales se encuentran "August", "Secrets", "An Angel Named Billy", por ser guitarrista de  Big Time Rush y cofundador de la banda Heffron Drive.

## Biografía

### Primeros años
Belt nació en Wichita, Kansas, el 3 de diciembre de 1987.

### Carrera actoral
Belt ha tenido apariciones en varios cortometrajes: "August, Secrets", "An Angel Named Billy", así como un pequeño papel en "The Alyson Stoner Project".

## Carrera musical

### Big Time Rush
Belt fue guitarrista de la boyband, Big time rush desde el 2010 hasta el hiatus de la banda en 2014. Belt actualmente no forma parte de la banda ahora que están de regreso.

### Heffron Drive
En 2008, junto a su amigo Kendall Schmidt, formó la banda Heffron Drive, cuyo nombre hace referencia a la calle donde ambos residían, Heffron Drive, en Wichita, Kansas. Para impulsar su música, el grupo creó una cuenta en Myspace, donde publicaron vídeos y canciones de su autoría. Sin embargo, después de que Schmidt fuera seleccionado para formar parte de la banda Big Time Rush, Heffron Drive pasó a un segundo plano. En marzo de 2013, el dúo anunció que realizarían presentaciones en Austria y Alemania. También se presentaron en el Slime Fest en Australia junto con Big Time Rush. En octubre de 2013, los miembros de Heffron Drive indicaron que emprenderían una gira musical por varias ciudades de Estados Unidos que se iniciaría el 23 de noviembre, hasta finales de diciembre. En la gira, titulada "Winter Tour", presentaron sus canciones ya conocidas, añadiendo nuevo material (Art Of Moving On, One Track Mind y Feels So Good), el cual fueron produciendo ambos durante estos años. Actualmente el dúo se encuentra de gira por Latinoamérica y países de Europa (2015)

## Filmografía
| Películas y series de televisión | Películas y series de televisión | Películas y series de televisión | Películas y series de televisión                      |
| Año                              | Título                           | Rol                              | Nota                                                  |
| -------------------------------- | -------------------------------- | -------------------------------- | ----------------------------------------------------- |
| 2007                             | Secrets                          | Brad                             | Personaje principal, cortometraje                     |
| 2007                             | August                           | August                           | Personaje principal, cortometraje                     |
| 2007                             | An Angel Named Billy             | Billy                            | Personaje principal, película                         |
| 2008                             | Boys Briefs 5                    | Brad                             | segmento                                              |
| 2009                             | The Alyson Stoner Project        | el mismo                         | invitado especial                                     |
| 2009                             | Poor Paul                        | Emcee                            | estrella invitada, episodio: It's a Poor Paul Wedding |
| 2012                             | The Ellen DeGeneres Show         | El mismo                         | invitado especial, guitarrista de Big Time Rush       |